# FC Barcelone (hockey sur glace)
Pour les articles homonymes, voir FC Barcelone.
La section hockey sur glace du Futbol Club Barcelona (dont le nom officiel en catalan est Futbol Club Barcelona et le diminutif Barça) est un club de hockey sur glace espagnol fondé en 1972, qui évolue dans le championnat d'Espagne de hockey sur glace. Les joueurs du FC Barcelone jouent leur match à domicile dans la Pista de Gel del FC Barcelona qui peut accueillir jusqu'à 1 256 spectateurs.

## Historique

### Première période

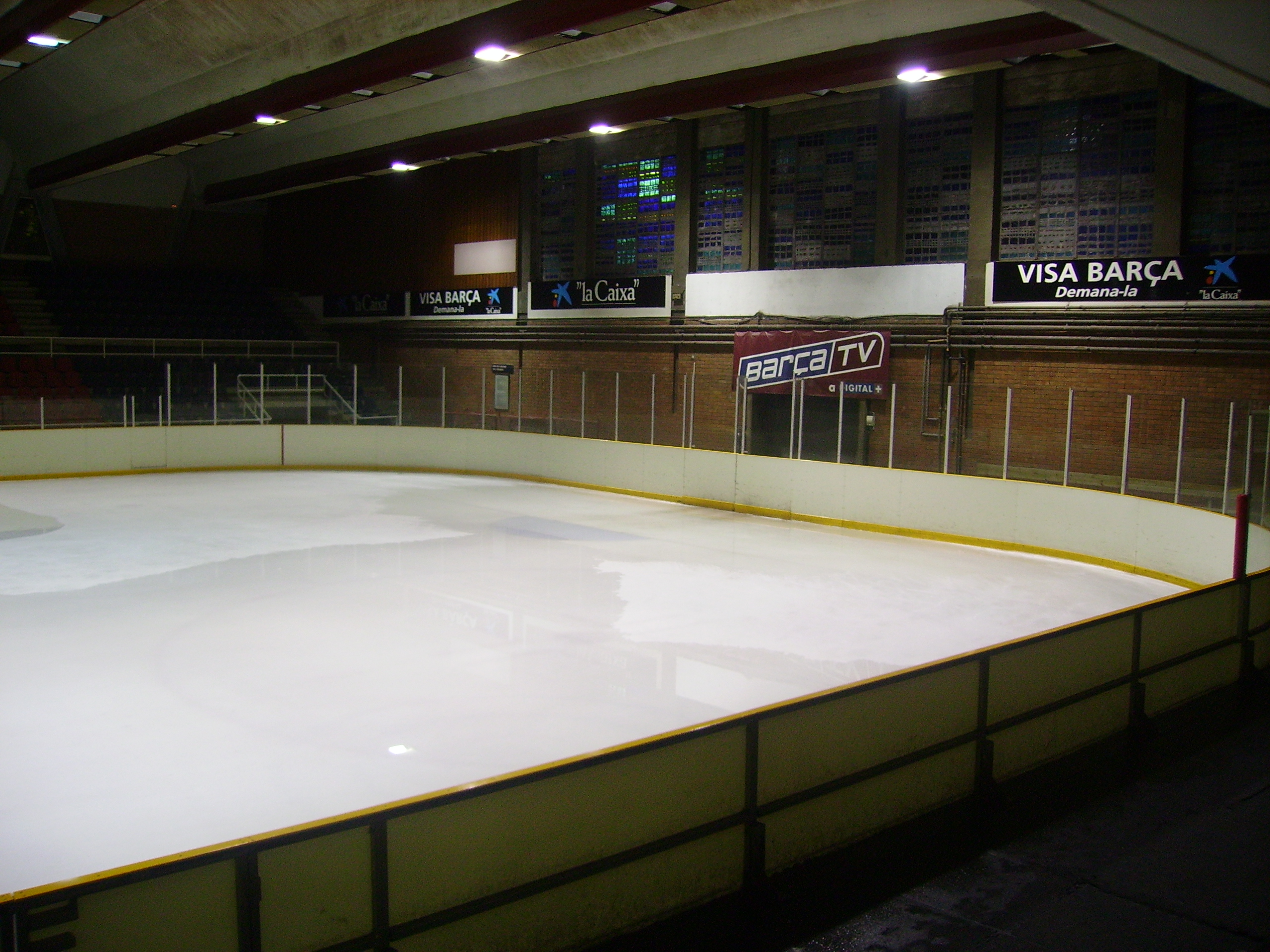
La patinoire du club

Bien que le premier match de hockey sur glace d'une équipe espagnole ait eu lieu en décembre 1923, il faudra attendre le congrès de Madrid en 1971 pour voir la mise en place d'un championnat dans la péninsule ibérique. C'est donc le 20 janvier 1973 que débute la première saison. Six équipes sont inscrites pour cette première édition : Real Sociedad, Jaca, Valladolid, Puigcerdà, Madrid et enfin le club de Barcelone qui vient de finir la construction de sa patinoire. Puigcerdà profite d'ailleurs de la patinoire de l'équipe catalane. L'équipe du Barça participe également lors de cette première saison à la Copa del Rey et elle perd en finale contre la Real Sociedad qui réalise le doublé Coupe-Championnat. En même temps que le championnat senior, un championnat junior est mis en place, Campeonato Juvenil, et grâce à son entraîneur et ancien joueur international finlandais, Juhani Wahlsten, l'équipe junior du Barça remporte le championnat.
L'équipe remporte son premier trophée national en 1975-1976 en battant la nouvelle équipe de Casco Viejo Bilbao sur le score de 7 buts à 6 en finale de la Copa del Rey ; au classement général l'équipe catalane termine deuxième derrière CH Txuri Urdin qui parvient à prendre le titre à la Real Sociedad, jusque-là vainqueur chaque année du championnat. Le FC Barcelone connaît le même bilan lors de la saison suivante avec une deuxième place derrière Bilbao et une victoire en finale de la coupe contre Txuri Urdin 8-5.
En 1977-1978, le championnat est divisé en deux phases avec douze rencontres lors de la première huit de plus pour la seconde. Le FC Barcelone finit la première phase en tête avec onze victoires et une seule défaite mais le Barça ne remporte que trois victoires pour un nul et quatre défaites lors des huit derniers matchs et finit finalement une nouvelle fois à la deuxième place du classement derrière Bilbao. Toni Raventós est le meilleur pointeur de l'équipe avec cinquante-trois réalisations et il est le deuxième de tout le championnat derrière Antonio Capillas de Bilbao qui compte huit points de plus. En 1980-1981, les joueurs du Barça accèdent une nouvelle fois à la finale de la coupe nationale mais ils perdent 7-5 contre Bilbao ; Bilbao prend également la première place du classement général du championnatdevant Barcelone.
Lors de la saison suivante, le Barça finit une nouvelle fois à la deuxième place du classement, toujours derrière Bilbao qui prend le nom de Vizcaya Bilbao. Les deux meilleurs pointeurs du championnat d'Espagne sont des joueurs de l'équipe, Jamie McDonald et Joseph Crespi, avec 99 et 80 points. Néanmoins, à la fin de la saison, les joueurs de l'équipe remportent pour la troisième fois de leur histoire la Copa del Rey en prenant leur revanche sur Bilbao 5-3. À la suite de cette victoire, le club du Barça annonce qu'il décide de dissoudre sa section senior pour axer son travail sur le développement du hockey junior.

### Sans équipe senior
En 1986, la fédération espagnole de hockey sur glace décide d'appliquer la même décision que celle prise par le club catalan et de ne pas organiser de compétition senior. Le FC Barcelone remporte lors de cette saison le championnat des joueurs de moins de 20 ans. La coupe nationale est également organisée pour les joueurs de moins de 20 ans et les joueurs du Barça perdent en finale contre Puigcerdà.
La saison suivante, le championnat est organisé pour les joueurs de moins de 21 ans et encore une fois le Barça remporte le titre en finissant deux points devant le CH Txuri Urdiñ ; Alberto Platz, meilleur pointeur de l'équipe, est également le meilleur buteur du championnat et le deuxième pointeur avec vingt points dont douze buts. La tactique de Barcelone d'abandonner provisoirement les joueurs senior pour reconstruire son club de hockey depuis la base semble porter ses fruits puisque l'équipe numéro deux de l'équipe, les moins de 16 ans, termine également en tête de la saison régulière ; cela dit, une phase finale de playoffs est organisée et les moins de 16 ans du Barça perdent en finale contre l'équipe II de Txuri Urdin 7 à 1.

### Deuxième période

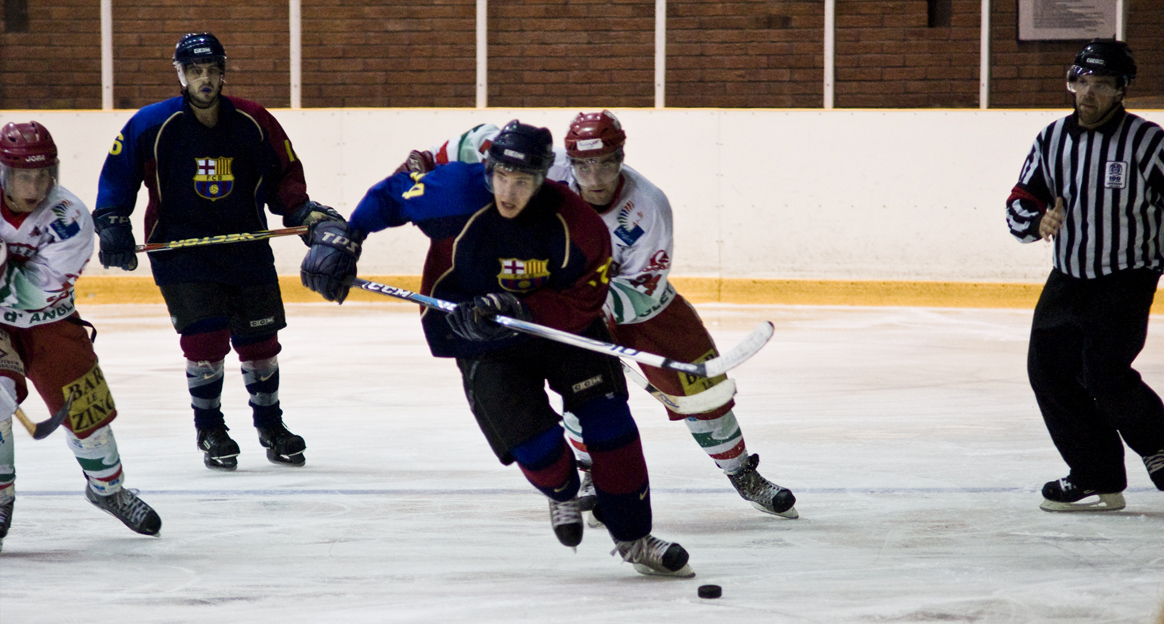
Le FC Barcelone contre Anglet en 2008.

Après deux saisons sans championnat senior, la fédération décide de remettre en place une compétition ; le Barça fait partie des six équipes engagées pour cette nouvelle saison 1988-1989 et termine quatrième. L'équipe du Barça ne fait pas particulièrement parler d'elle avant l'édition 1996-1997 du championnat.
En effet, au cours de cette édition, les joueurs de Barcelone terminent à la deuxième place de la saison régulière avec onze victoires et quatre défaites en quinze rencontres. Le Club Hielo Jaca se classe premier de cette première phase avec seulement deux défaites, toutes les deux récoltées contre le Barça. Les deux équipes passent le premier tour des playoffs pour se retrouver en finale les 8, 15 et 22 mars 1998 pour une série en trois matches avec deux rencontres jouées à Jaca. Le premier match tourne à l'avantage des joueurs locaux avec une victoire 7-3 mais les deux suivantes sont remportées par le FC Barcelone sur les scores de 5-2 et 7-2. Le club remporte ainsi son premier titre de champion d'Espagne de son histoire. À la suite du championnat, la Copa del Rey se joue et les deux mêmes équipes se retrouvent en finale le 20 avril 1997. Le match est joué à Barcelone et encore une fois les joueurs locaux battent ceux de Jaca, cette fois sur la marque de 3-1, et l'équipe remporte le doublé coupe-championnat.
En tant que champions en titre, les joueurs du Barça participent à la Coupe Continentale 1997-1998 au sein du groupe A qui se joue en Hongrie avec le club local de l'Alba Volán et le club de Slovénie du HK Sportina Bled. Les rencontres se jouent mi-septembre et le Barça perd sa première rencontre 11-2 contre Alba Volán avant d'être blanchit 13-0 par Sportina Bled. La saison du championnat espagnol est totalement à l'opposé de la saison précédente pour le Barça qui termine la saison régulière avec seulement une victoire et deux matchs nuls contre douze défaites. Logiquement derniers du classement, les joueurs de Barcelone se rendent tout de même en finale de la coupe nationale mais ils sont battus 10-4 par Jaca.
En 1998-1999, les joueurs du FC Barcelone récoltent dix victoires et deux nuls contre seulement deux défaites et finissent un point devant le CG Puigcerdá pour la première place de la saison régulière. Ils sont néanmoins battus en demi-finale des playoffs par le club basque Txuri-Urdin en deux matchs 5-4 et 4-2.

### Palmarès
- Championnat d'Espagne (6) : 1987, 1988, 1997, 2002, 2009[19], 2021
- Copa del Rey (6) : 1976, 1977, 1982, 1997, 2015, 2019

## Résultats par saison

### Première période
| Saison    | Championnat        | Copa del Rey                                    |
| --------- | ------------------ | ----------------------------------------------- |
| 1972-1973 | ?                  | Défaite en finale 2-4 Real Sociedad             |
| 1973-1974 | ?                  | Défaite en finale 2-6 Real Sociedad             |
| 1974-1975 | Deuxième sur huit  | Défaite avant la finale                         |
| 1975-1976 | Deuxième sur onze  | Victoire en finale 7-6 Casco Viejo Bilba        |
| 1976-1977 | Deuxième sur neuf  | Victoire en finale 8-5 Txuri Urdin              |
| 1977-1978 | Troisième sur huit | Défaite lors de la phase finale 3-6 Txuri Urdin |
| 1978-1979 | Troisième sur huit | Défaite en finale 2-5 Txuri Urdin               |
| 1979-1980 | Troisième sur huit | Défaite en finale 3-5 Txuri Urdin               |
| 1980-1981 | Deuxième sur huit  | Défaite en finale 5-7 Casco Viejo Bilbao        |
| 1981-1982 | Deuxième sur huit  | Victoire en finale 5-3 Vizcaya Bilbao           |

### Deuxième période
| Saison    | Championnat                                   | Copa del Rey                                         | Coupe d'Europe |
| --------- | --------------------------------------------- | ---------------------------------------------------- | --- |
| 1986-1987 | Champion moins de 20 ans                      | Défaite en finale avec l'équipe junior 2-3 Puigcerdà | - |
| 1987-1988 | Champion moins de 21 ans                      | Défaite en 1/2 finale avec l'équipe junior 2-6 Jaca  | - |
| 1988-1989 | 4e                                            | 1/2 finale                                           | - |
| 1989-1990 | 4e                                            | ?                                                    | - |
| 1990-1991 | 4e                                            | ?                                                    | - |
| 1991-1992 | 3e                                            | 1/2 finale                                           | - |
| 1992-1993 | 4e                                            | ?                                                    | - |
| 1993-1994 | 4e                                            | ?                                                    | - |
| 1994-1995 | 1/2 finale                                    | finale                                               | - |
| 1995-1996 | finale                                        | 1/2 finale                                           | - |
| 1996-1997 | Champion                                      | Vainqueur                                            | - |
| 1997-1998 | Sixième sur six                               | Défaite en finale 4-10 Jaca                          | Défaite au premier tour 2-11 Alba Volán (Hongrie) 0-13 HK Sportina Bled (Slovénie)                                    |
| 1998-1999 | Défaite en demi-finale 4-5 et 2-4 Txuri-Urdin | Défaite en finale 9-3 Puigcerda                      | - |
| 1999-2000 | 5e                                            | finale                                               | - |
| 2000-2001 | 5e                                            | finale                                               | - |
| 2001-2002 | Champion                                      | finale                                               | - |
| 2002-2003 | finale                                        | finale                                               | Défaite au premier tour 4-11 Tilburg Trappers (Pays-Bas) 1-4 KHL Zagreb (Croatie) 4-12 HC Riga (Lettonie)             |
| 2003-2004 | 6e                                            | ?                                                    | Défaite au premier tour 4-4 Phantoms Deurne (Belgique) 3-5 CH Jaca (Espagne) 2-23 Amstel Tijgers Amsterdam (Pays-Bas) |
| 2004-2005 | 1/2 finale                                    | ?                                                    | - |
| 2005-2006 | 1/2 finale                                    | ?                                                    | - |
| 2006-2007 | 1/2 finale                                    | 1/2 finale                                           | - |
| 2007-2008 | 1/2 finale                                    | finale                                               | - |
| 2008-2009 | Champion                                      | Demi-finale                                          | - |
| 2009-2010 | Défaite en 1/2 finale                         | Défaite en finale 1-6 Puigcerdà                      | |
| 2010-2011 | Défaite en finale 0-2 CH Jaca                 | Défaite en finale 1-6 Puigcerdà                      | |